# The Futurist
The Futurist es un álbum de Shellac, entregado en 1997 a 779 amigos de la banda. Originalmente el álbum fue usado como música de fondo para una coreografía de una compañía de baile de Canadá.

## Solo para amigos
La carátula del álbum es básicamente una lista de los 779 nombres de los amigos de la banda, con el nombre del propietario encerrado. Abajo de todos los nombres hay un espacio en blanco, para que alguna persona no nombrada en la lista escribiera su nombre: esto se hizo para evitar que el álbum se vendiera a otras personas.
Por razones desconocidas, The Futurist nunca se lanzó comercialmente. Hay rumores sobre esto, que dicen que Shellac no estaba conforme con la música del álbum. Un año después, Shellac lanzó su segundo álbum (comercialmente), Terraform.

## Movimientos
La música de The Futurist estaba dividida en diez "movimientos". Existen versiones en comunidades peer-to-peer con la música dividida en cinco movimientos, y otra versión dividida en un lado A y un lado B - Shellac son devotos puristas del vinilo, y en efecto, The Futurist fue lanzado solo como LP.